# Trocki Historyczny Park Narodowy

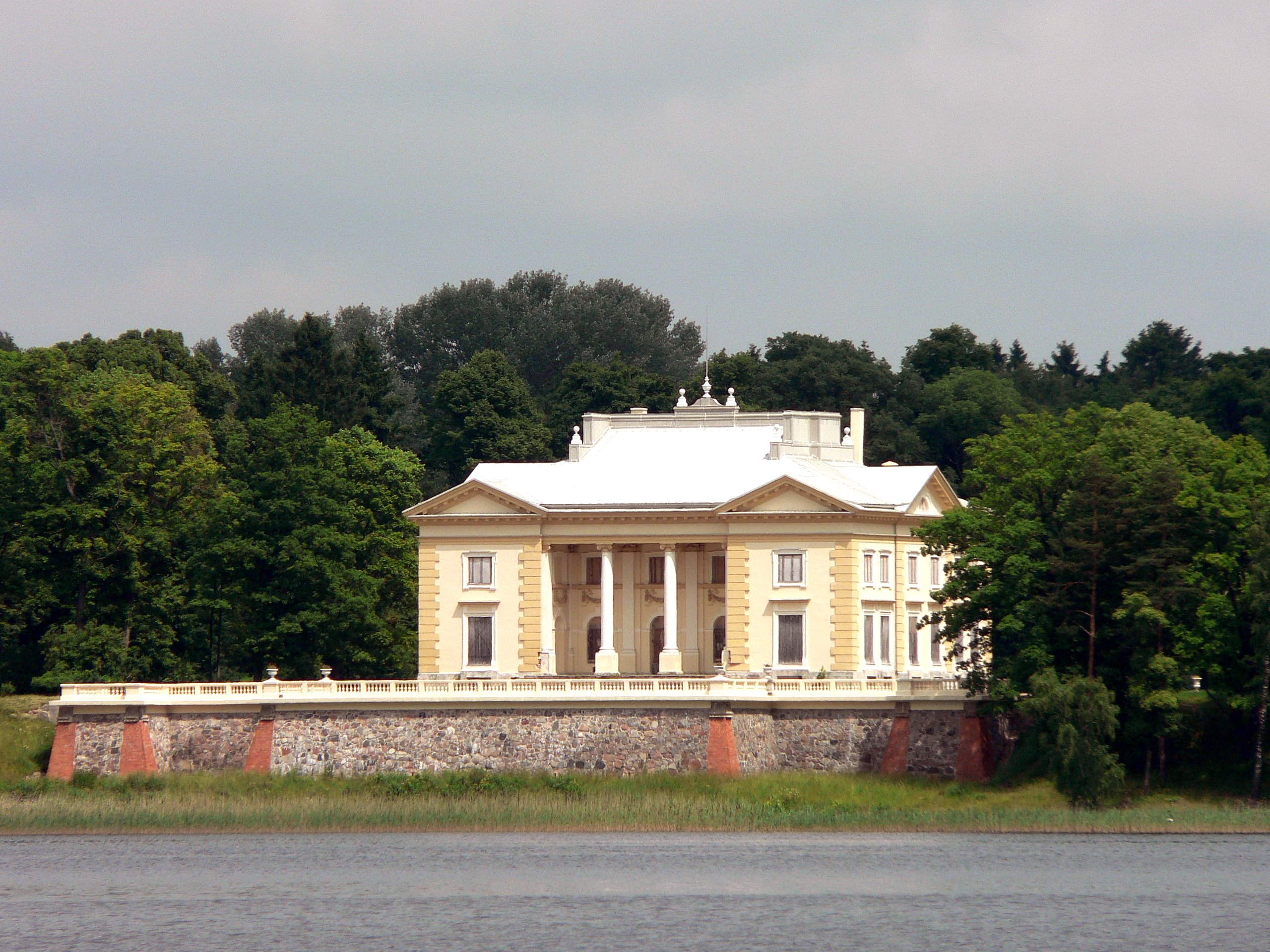
Pałac Tyszkiewiczów nad Jeziorem Trockim

Trocki Historyczny Park Narodowy (lit. Trakų istorinis nacionalinis parkas) – znajduje się na Litwie, w pobliżu miasta Troki, ok. 25 km na zachód od Wilna. Utworzony został w 1991 r. i zajmuje powierzchnię 8,2 tys. ha (lasy - 30%, jeziora - 18%)